# Hugo Strache
Hugo Julius Strache (* 10. April 1865 in Dornbach, Niederösterreich, heute ein Stadtteil von Wien; † 4. November 1927 in Wien) war ein österreichischer Chemiker.

## Leben
Hugo Strache wurde als Sohn des Politikers Franz Eduard Strache (1815–1894) geboren und wuchs in Wien auf. Nach seinem Abschluss an einer Realschule wechselte Strache 1883 an die Technische Hochschule Aachen, um nur ein Jahr später, 1884 an die Technische Hochschule in Wien zu wechseln. 1886 zog er in die Schweiz, um dort 1887 seinen Doktortitel an der Universität Zürich zu erlangen.
Mit Unterstützung eines Stipendiums begann er ab 1888 an der Universität Wien zu arbeiten und war Forschungsassistent einiger bekannter Chemiker, darunter von Josef Pohl und Alexander Bauer. 1891 habilitierte Strache im Bereich der Organischen Chemie, um nur sechs Jahre später, 1897, seine Habilitation im Fach Beleuchtungswesen und industrielle Fertigungsanlagen abzulegen. Zwischen 1892 und 1895 war Strache zudem wissenschaftlicher Beirat der Arbeitsgemeinschaft für Wasserleitungen, Beleuchtung und Heizanlagen, einem Vorläufer des heutigen Infrastrukturministeriums.
1899 zog Strache nach Brüssel, wo er bis 1905 als Generaldirektor die Société internationale du gaz d’eau brevet leitete. 1904 war er zudem maßgeblich verantwortlich für den Aufbau des Wassergaswerks in Piran. 1905 zog es Strache zurück in seine Heimat, als er eine Stelle als Professor an der Technischen Hochschule Wien annahm. Hier gründete er 1909 eine Versuchsanstalt für Gasbeleuchtung, Brennstoffe und Feuerungsanlagen. Nachdem 1913 ein eigenes Studienfach für die Gas- und Beleuchtungsindustrie ins Leben gerufen wurde, übernahm Strache noch im selben Jahr als Professor die Leitung jenes Lehrgangs. Als 1919 das Studienfach Brennstoffe, Feuerungsanlagen und Gasbeleuchtung gegründet wurde, wurde Strache auch dessen wissenschaftlicher Leiter. Von 1919 bis 1921 war Hugo Strache zwei Jahre Dekan der Universität.
Parallel zu seinen pädagogisch-wissenschaftlichen Tätigkeiten war Strache auch als Unternehmensgründer in Österreich, Deutschland und den Niederlanden tätig. In diesen Unternehmen boten Mitarbeiter die Installation von Wassergasanlagen an. Auch fungierte er als Unternehmensberater für zahlreiche selbstständige Unternehmen.
Seine Erfindung des so genannten Doppelgases, das Stein- und Braunkohle restlos verkohlen konnte, meldete er sogar am Patentamt an, dessen Mitglied er seit 1909 war. Auf Straches Namen liefen zuletzt bis zu 60 Patente im Bereich Wassergas, sei es bei chemischen Geräten oder auch bei technischen Anlagen. Auch schrieb er etwa 250 wissenschaftliche Abhandlungen.
Hugo Strache starb im November 1927 im Alter von 62 Jahren. Er wurde am Dornbacher Friedhof bestattet.

## Strachegasse

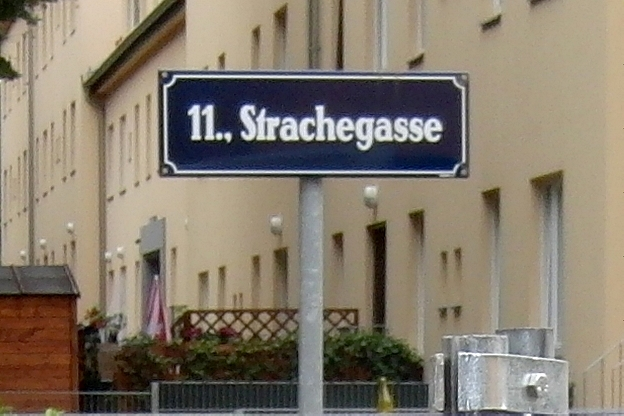
Strachegasse in Wien-Simmering

Seit 1940 trägt im Wiener Gemeindebezirk Simmering die Strachegasse den Namen des Chemikers. Diese wurde im September 2010 kurzzeitig österreichweit bekannt, als im Vorfeld der Landtags- und Gemeinderatswahl Abgeordnete der Grünen sowie Teile der SPÖ forderten, sie in Hugo-Strache-Gasse umzubenennen. Man wollte damit Assoziationen der Gasse mit dem FPÖ-Bundesparteiobmann Heinz-Christian Strache vermeiden. Doch der Antrag wurde vom zuständigen SPÖ-Kulturstadtrat Andreas Mailath-Pokorny abgelehnt.